# Traunstein (město)
Traunstein je německé velké okresní město ve spolkové zemi Bavorsko, ve vládním obvodu Horní Bavorsko. Plocha města činí 48,55 km². Leží v oblasti Chiemgau, na řece Traun, 10 km východně od Chiemského jezera.

## Vývoj počtu obyvatel
| Rok  | Obyvatelé |
| ---- | --------- |
| 1950 | 18.003    |
| 1970 | 18.171    |
| 1980 | 17.078    |
| 1987 | 17.337    |
| 1990 | 17.216    |
| 2000 | 17.986    |
| 2005 | 18.464    |
| 2007 | 18.632    |
| 2008 | 18.729    |
| 2015 | 19.642    |
| 2021 | 20.485    |

## Doprava
Traunstein se nachází na hlavní železniční trati Mnichov - Salcburk.

Existuje autobusové a vlakové spojení s jezery Chiemsee a Wagingerským jezerem a s hlavním turistickým středisek na jihovýchodě Bavorska.

## Osobnosti města
- Ludwig Thoma (1867 – † 1921), básník, spisovatel, novinář a dramatik
- Johannes Stark (* 1874), fyzik, nositel Nobelovy ceny
- Benedikt XVI. (1927–2022), papež
- Thomas Bernhard (1931 – † 1989), rakouský spisovatel a dramatik
- Dea Loher (* 1964), německá dramatička
- Tobias Angerer (* 1977), běžec na lyžích
- Evi Sachenbacher-Stehle (* 1980), běžkyně na lyžích

## Partnerská města
- Gap, Francie, 1976
- Haywards Heath, Velká Británie, 1993
- Pinerolo, Itálie, 1984
- Wesseling, Německo, 1986
- Virovitica, Chorvatsko